# Convair B-36

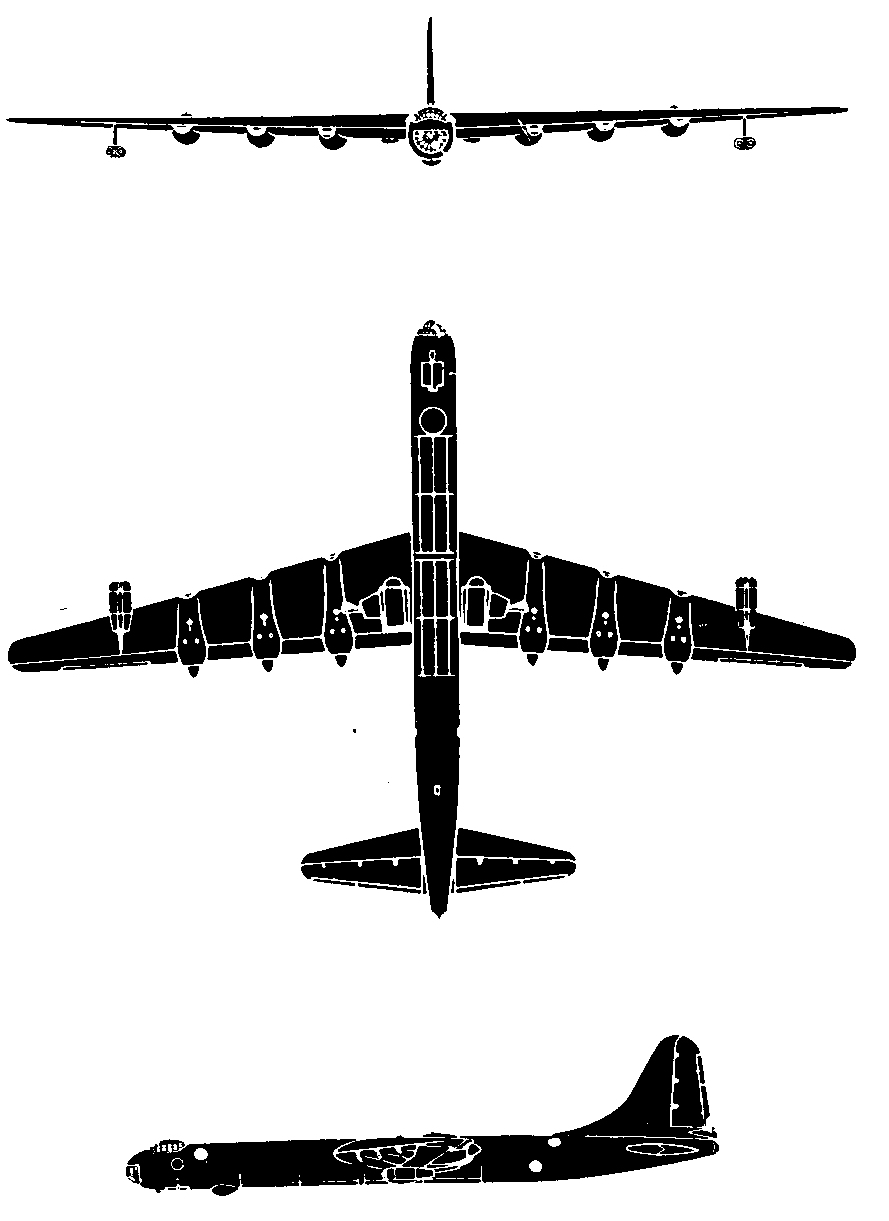
Profielschetsen B-36.

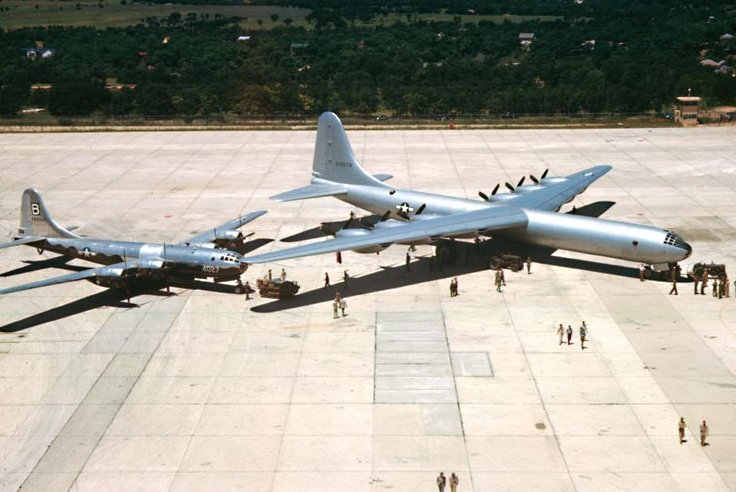
De B-36 naast een B-29 Superfortress.

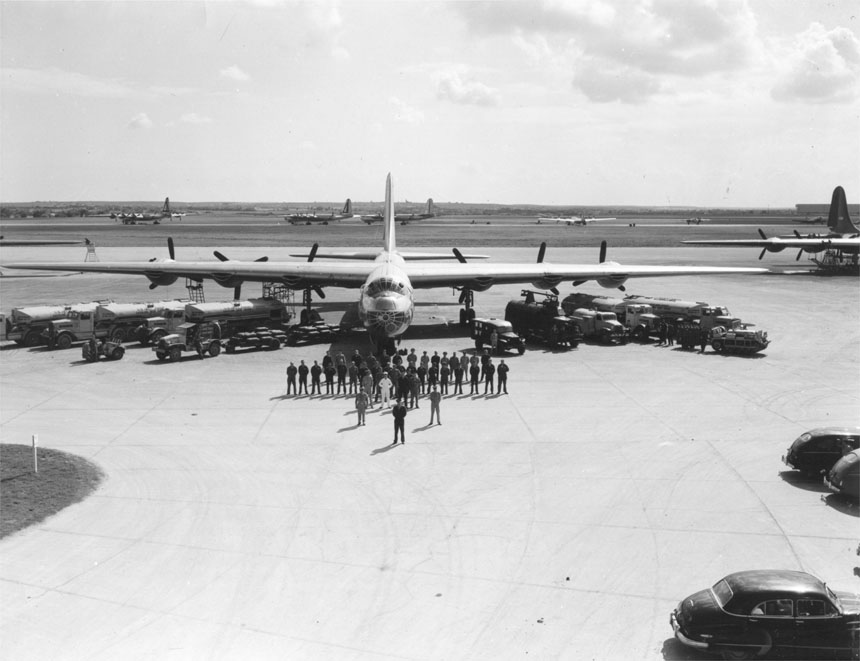
Personeel en materieel noodzakelijk om de B-36 operationeel te houden.

De Convair B-36 Peacemaker is een door de firma Convair voor de United States Air Force (USAF) geleverde strategische bommenwerper. Het is het grootste door een propeller aangedreven vliegtuig dat ooit in massaproductie werd genomen en ook de grootste bommenwerper die ooit werd gebouwd. Totdat de latere B-52 Stratofortress beschikbaar kwam was de B-36 als intercontinentale bommenwerper de ruggengraat van het Strategic Air Command (SAC).
De B-36 was in diverse varianten van 1948 tot 1958 operationeel maar is nooit voor acties ingezet. Wel werden deze toestellen tijdens de Hongaarse Opstand in 1956 en tijdens de Suezcrisis tijdelijk in Turkije en Marokko gestationeerd.

## Geschiedenis
De oorsprong van de B-36 gaat terug naar begin 1941, voor Amerika's deelname aan de Tweede Wereldoorlog. Toen was de kans dat het Verenigd Koninkrijk door Duitsland zou worden bezet zeer reëel. Hierdoor zouden eventuele Amerikaanse bombardementen tegen Duitsland onmogelijk worden, hetgeen zorgde voor de vraag naar een bommenwerper met een trans-Atlantisch bereik. Het United States Army Air Corps, de voorloper van de latere USAF, liet in 1941 een ontwerp maken voor, zoals dat genoemd werd, een zeer langeafstandsbommenwerper. Het toestel diende te voldoen aan voor die tijd ongekende eisen:
- een topsnelheid boven 720 km/h en een kruissnelheid van 440 km/h
- een laadvermogen van 10.000 kg en een plafond van 15.000 m
- een maximum bereik van 19.500 km op een kruishoogte van 8.500 m.

De industrie kon aan deze eisen echter niet voldoen, dus werden deze bijgesteld tot een maximum bereik van 16.000 km op 6500 m, 5.000 kg laadvermogen, een kruissnelheid tussen 380 en 480 km/h en een plafond van 12.000 m.
Convair leverde een eerste ontwerp; dit leidde ook tot de ontwikkeling van de latere Northrop YB-35.
De eerste vlucht van het prototype XB-36 was in augustus 1946. De snelheid en het bereik schoten nog tekort en er was een aantal problemen veroorzaakt door de motoren. Het had een enkelwielslandingsgestel met enorme banden, 2,7 m hoog en 1 m dik met een massa van 600 kg en genoeg rubber voor 60 autobanden. De banden leverden zo'n druk op de baan dat de B-36 niet overal kon starten en landen. Al snel werd het enkelwielslandingsgestel vervangen door een vierwielig stel.
Een tweede toestel, de YB-36, vloog in december 1947. Het had een aangepaste bubbelcockpit voor beter zicht en diverse verbeteringen. Ook waren de motoren krachtiger en efficiënter.
De eerste serie van 21 B-36A's werd in 1948 geleverd. De toestellen waren bedoeld om bemanningen te trainen. Ze hadden nog geen defensieve bewapening en waren niet operationeel inzetbaar. Toen de latere modellen beschikbaar kwamen werden de B-36A's omgebouwd tot RB-36E verkenningstoestellen.
De eerste operationele B-36 werd de B-36B, geleverd vanaf december 1948. Dit toestel voldeed aan alle oorspronkelijke eisen maar had weer een probleem met de motoren. Latere modellen kregen sterkere R-4360 motoren, een verbeterde radar en een herontworpen bemanningscompartiment. Desondanks was de B-36 moeilijk handelbaar en hadden de toestellen veel last van motorbranden. Critici noemden het de billion dollar blunder.
De marine beschouwde het als kostbaar geknoei dat geld wegkaapte bij hun project, nucleaire bommenwerpers gestationeerd op vliegdekschepen, en viel de financiering van de B-36 aan. In hun optiek voldeed het toestel niet aan de eisen van het Pentagon. De marine geloofde in de dominantie van het vliegdekschip. WO II had aangetoond dat alleen aanvallen vanaf vliegdekschepen beslissend zouden zijn. Daarom ontwikkelde de marine de USS United States, een supervliegdekschip in staat tot het lanceren van vele bommenwerpers. De marineleiding wilde dat fondsen van de B-36 naar de USS United States werden overgeheveld. De luchtmacht verdedigde de B-36 echter succesvol en de United States werd afgeblazen door de toenmalige minister van Defensie Louis A. Johnson. Die maakte ooit deel uit van de directie van Convair. Meerdere marineofficieren waren het hier niet mee eens tot er toestemming kwam voor de bouw van de Forrestalklasse vliegdekschepen met ongeveer dezelfde specificaties.

## Eigenschappen
De B-36 was 2/3 langer dan de succesvolle B-29 Superfortress. De spanwijdte en staarthoogte overtroffen de Antonov An-22, het grootste met door propeller aangedreven vliegtuig dat ooit is gebouwd. Pas met de komst van de Boeing 747 en de Lockheed C-5 Galaxy, beide meer dan 25 jaar later ontworpen, kregen vliegtuigen de mogelijkheid voor een grotere lading dan de B-36.
De vleugels van de B-36 waren enorm groot en stelden het in staat brandstof mee te voeren voor langdurige missies. Dit was ook nodig want het toestel kon nog niet in de lucht bijtanken. De grote vleugels en de latere vier extra straalmotoren zorgden ook dat het toestel op grote hoogte een brede marge had tussen overtreksnelheid en maximumsnelheid; dit maakte het wendbaarder dan de straaljagers uit die tijd.
Voor de aandrijving maakte de B-36 gebruik van 6 Pratt & Whitney R-4360 Wasp Major stermotoren; elk met 28 cilinders en een inhoud van 71,4 liter. Hoewel ze een vermogen leverden van 18.000 pk (13,4 MW) was de B-36 langzaam en had het toestel een lange startbaan nodig. Dit verbeterde met latere versies van de R-4360 die 3.800 pk (2,8 MW) per stuk en totaal 22.800 pk leverden. Elke motor had een duwpropeller met een diameter van 5,8 meter. De duwconfiguratie zorgde dat propellerturbulenties de luchtstroom over de vleugels niet verstoorden.
De B-36 was na de B-29 het 2e toestel dat atoomwapens kon vervoeren. Zijn bereik van meer dan 6.000 mijl en een maximum bommenlast van meer dan 30.000 kg was het de 1e operationele bommenwerper met intercontinentaal bereik. Hiermee was de toon gezet voor ontwikkeling van latere bommenwerpers.
Aan het begin van de Koude Oorlog en de blokkade van Berlijn in 1948 en het testen van de eerste atoombom in de Sovjet-Unie, had Amerika een standaard toestel nodig dat in staat was tot het vervoer van de grote, zware 1e generatie kernwapens vanaf Amerikaans grondgebied naar de Sovjet-Unie. De B-36 was het enige toestel met een dusdanig bereik en laadvermogen.
De propeller aangedreven B-36 was een buitenbeentje in de begintijd van de straaljagers, maar de straalaangedreven Boeing B-47 Stratojet, die pas in 1953 operationeel werd, had niet voldoende bereik en kon ook niet de grote 1e generatie waterstofbommen meenemen. Ook andere Amerikaanse bommenwerpers van die tijd, de B-29 Superfortress en de wat grotere versie, de B-50 konden dat niet.
Onder generaal Curtis LeMay (1949-1957) werd SAC tot kernwapenmacht omgevormd met de B-36D als het werkpaard. Hij zorgde ervoor dat vanaf de B-36D de toestellen werden voorzien van 4 extra General Electric J47-19 straalmotoren onder de vleugel. Deze motoren werden later ook onder de bestaande B-36B's gemonteerd. Hierdoor kreeg het toestel 10 motoren, meer dan elk ander vliegtuig. De straalmotoren waren een drastische verbetering en werden tijdens het kruisen uitgeschakeld om brandstof te sparen.
De B-36 had een bemanning van 15 man. Net als in de B-29 waren het onder druk staande vliegdek en bemanningscompartiment verbonden door een tunnel door het bommenruim. Men bewoog hierdoorheen liggend op een soort slee met wielen. Het achterste compartiment leidde naar de achterste geschutskoepel en bevatte zes bedden en een keukentje.
De vier ruimen konden 42.000 kg bommenlast bevatten, meer dan 10x zoveel als de vroegere B-17 Flying Fortress. Het toestel kon zijn veronderstelde tegenstander, de Toepolev Tu-95 Bear die nog altijd in dienst is, op alle fronten behalve snelheid, de baas. Het standaardwapen van die tijd, de Mark-17 waterstofbom was 7,5 m lang, 1,5 meter in diameter en had 19.000 kg massa. Dit betekende dat twee naast elkaar gelegen bommenruimen verbonden moesten worden om genoeg ruimte te bieden.
De defensieve bewapening bestond uit zes op afstand bestuurde, intrekbare geschutskoepels en twee vaste neus- en staartkoepels. Met twee 20 mm-kanonnen per koepel betekende dit totaal 16 kanonnen. De terugslag van de kanonnen kon de elektronica storen; dit leidde tot de crash van de B-36B 44-92035 in november 1950.
De vier extra straalmotoren verbruikten meer brandstof, waardoor het bereik afnam. Ook maakten nieuwe lucht-luchtraketten de geschutskoepels overbodig. In februari 1954 gaf de USAF Convair een contract voor een aangepaste lichtere versie. Hierbij moesten de geschutskoepels en alle andere defensieve en comfortverhogende hardware worden verwijderd.
Door de verwijdering van de geschutskoepels werd de bemanning tot 9 man verminderd. Het maakte ook een vergroot bereik en hoger plafond mogelijk wat benut werd bij verkenningsmissies. De (laatste 14) B-36’s in de J-III configuratie hadden een enkele radargestuurde staartkoepel, extra brandstoftanks in de vleugeltippen en een landingsgestel berekend op 190.000 kg. De productie van de B-36 eindigde in 1954.
Ongeveer 1/3 van de B-36 modellen waren RB-36 verkenningsvliegtuigen. Vóór de Lockheed U-2 was de RB-36 de ruggengraat van de Amerikaanse verkenningsmacht. Het was het enige toestel dat in 1 keer naar Azië en terug kon vliegen en groot genoeg om de lompe camera's van die tijd te bevatten. Met de RB-36 werden een aantal nooit officieel toegegeven verkenningsvluchten uitgevoerd, waarbij waarschijnlijk het Chinese en Sovjet luchtruim werd geschonden.
De RB-36 was goed uitgerust voor zulke missies. De kruishoogte maakte het bijna niet te onderscheppen en de brandstofvoorraad was groot genoeg voor missies van 50 uur. De RB-36 had een cameracompartiment dat onder druk stond en met zeven bemanningsleden op de plek van het voorste bommenruim. Het achterste bommenruim bevatte extra brandstof. De camera's van de RB-36 hadden een voor die tijd zeer grote resolutie. Er zijn foto's genomen van 12.000 m van een golfbaan met herkenbare golfballen.
De B-36 was onderhoudsgevoelig; hoewel het vliegtuig in een paar uur gereedgemaakt kon worden om opnieuw te vliegen, duurde het veel langer om het vliegtuig gevechtsklaar te maken. Het toestel was te groot voor de meeste hangars en moest, om zo dicht mogelijk bij het doel gestationeerd te zijn, opereren vanuit het noorden van de VS. Het onderhoud, zoals het vervangen van alle 56 bougies van elk van de zes motoren (336 bougies in totaal), of het vervangen van tientallen lampen in de bommenruimen nadat die stuk getrild waren, werd dus buiten gedaan. Er werden speciale hutten gebouwd om de monteurs te beschermen tijdens hun werk. Vaak liep grondpersoneel het risico om uit te glijden op de vleugels, of weggeblazen te worden door een propeller.
De vleugelwortels waren met 2,1 m dik genoeg om een monteur erin te laten kruipen voor onderhoud. Dit kon ook tijdens de vlucht maar alleen op lage hoogtes.
De Wasp-motoren verbruikten veel olie. Onderhoudspersoneel heeft weleens gezegd dat er nooit olie hoefde te worden gewisseld omdat na elke vlucht alle olie verbruikt was. Het was ook niet ongewoon dat een missie werd afgebroken omdat een van de motoren warmliep.
De B-36 werd ook ingezet in vele verschillende aeronautische experimenten. De gigantische grootte en laadvermogen maakten het nuttig voor onderzoeksprojecten. Dit hield onder meer nucleaire aandrijving en "parasiet"-programma's in, waarbij de B-36 een kleine jager of verkenner meedroeg.

## Exemplaren in musea
In de Verenigde Staten zijn nog een beperkt aantal toestellen voor het publiek zichtbaar. Het Castle luchtvaartmuseum in Altwater (Californië) heeft een type RB-36H in de collectie. Van het type B-36J zijn meerdere exemplaren bewaard waaronder een exemplaar bij het Strategic Air and Space museum in Asland (Nebraska), het National Museum of the United States Air Force bij Dayton (Ohio) en het Pima Air & Space Museum in Tucson (Arizona).

## Naslagwerken
- (en)  Ford, Daniel. "B-36: Bomber at the Crossroads". Air and Space/Smithsonian, april 1996, geraadpleegd op 12 april 2015
- (en)  Jacobsen, Meyers K. Convair B-36: A Comprehensive History of America's "Big Stick". Atglen, Pennsylvania: Schiffer Military History (1997) ISBN 0-7643-0974-9.
- (en)  Jenkins, Dennis R. Magnesium Overcast: The Story of the Convair B-36. North Branch, Minnesota: Specialty Press (2002) ISBN 978-1-58007-129-1.
- (en)  Winchester, Jim. "Convair B-36". Military Aircraft of the Cold War (The Aviation Factfile). Rochester, Kent, UK: The Grange plc. (2006) ISBN 1-84013-929-3.
- (en)  Yenne, Bill. "Convair B-36 Peacemaker." International Air Power Review, Vol. 13, Summer 2004. London: AirTime Publishing Inc. (2004) ISBN 1-880588-84-6.